# Pamūšis (Klovainiai)

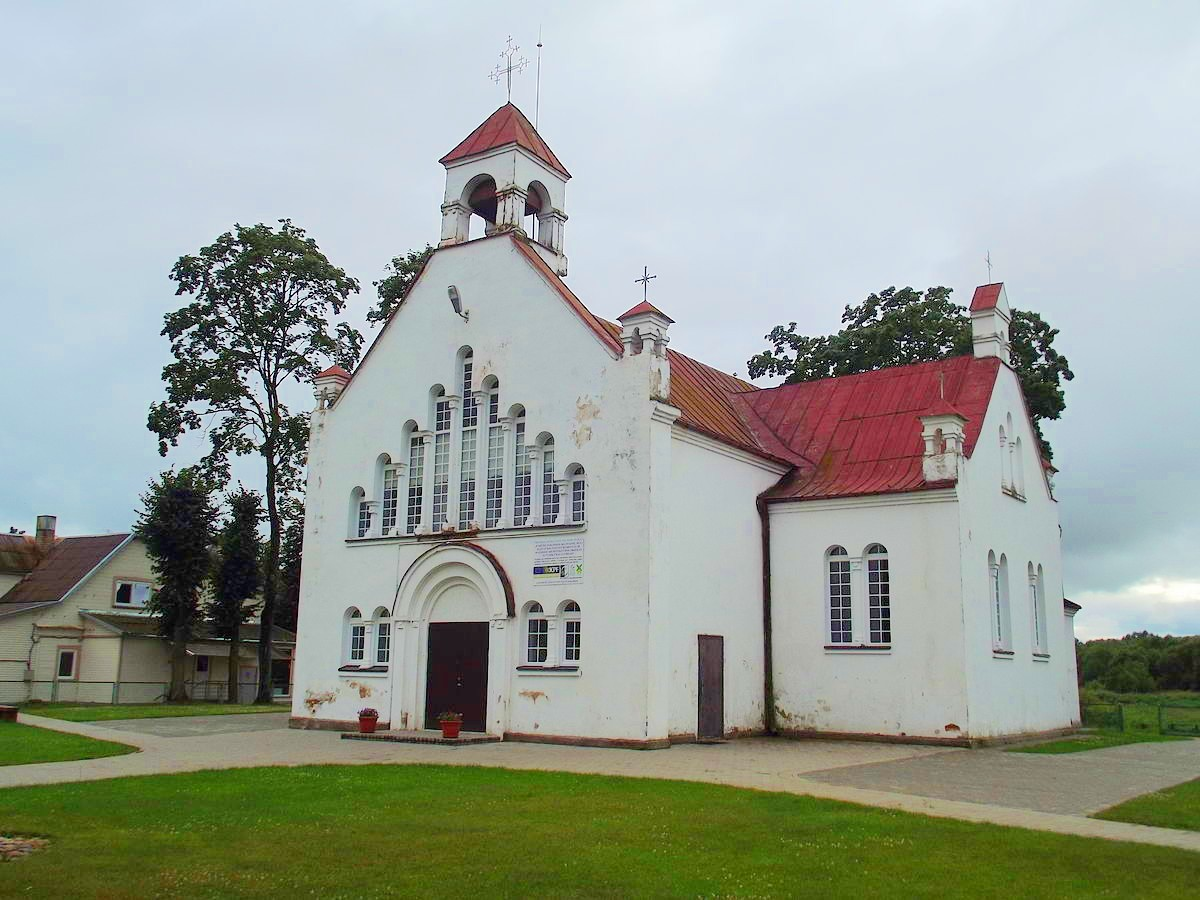
Die Kirche des Heiligen Antanas Paduvietis in Pamūšis

Pamūšis ist ein Dorf im Klovainiai Bezirk in der Rajongemeinde Pakruojis, Litauen, am Zusammenfluss der Mūša, der dem Dorf seinen Namen gibt, und seines rechten Nebenflusses, des Lašmens. Es liegt 10 km südlich von Linkuva und 3 km nördlich von Balsiai. Im Zentrum der Gemeinde die Kirche des Heiligen Antonius von Padua und die Überreste der Schmalspurbahn Šiauliai-Biržai. Es gibt eine Grundschule, eine Bibliothek, ein Postamt (LT-83025), ein Kulturzentrum und eine Kindertagesstätte. Pamūšis hatte 1986 286 Einwohner und 2021 146 Einwohner.

## Persönlichkeiten
- Liebmann Hersch, Statistiker, Demograf und Funktionär jüdischer Verbände, geb. 1882 in Pamūšis